# Coniopteryx accrana
Coniopteryx accrana är en insektsart som beskrevs av Meinander 1975. Coniopteryx accrana ingår i släktet Coniopteryx och familjen vaxsländor. Inga underarter finns listade i Catalogue of Life.